# Afera Thomasa Crowna (film 1999)
Afera Thomasa Crowna (ang. The Thomas Crown Affair) – amerykański film fabularny z 1999 roku w reżyserii Johna McTiernana. Jest to remake filmu pod tym samym tytułem z 1968 roku. W rolach głównych występują Pierce Brosnan i Rene Russo. Zdjęcia kręcono w Nowym Jorku i na Martynice.

## Obsada
- Pierce Brosnan – Thomas Crown
- Rene Russo – Catherine Banning
- Denis Leary – Michael McCann
- Frankie Faison – det. Paretti
- Faye Dunaway – psychiatra
- Ben Gazzara – Andrew Wallace
- Fritz Weaver – John Reynolds
- Charles Keating – Golchan
- Michael Lombard – Proctor McKinley
- James Saito – Paul
- Mark Margolis – Knutzhorn
- Esther Canadas – Anna
- Mischa Hausserman – kierowca pana Crowna
- Jeremy Nagel – Tommy